# فليفولند
فليفولند (بالنطق الهولندي: [ˈfleːvoːlɑnt]) هي المحافظة الثانية عشرة والأحدث في هولندا، تأسست عام 1986 عندما دمدت بولدرز فليفو الجنوبية والشرقية مع بولدر نوردوستبولدر في كيان محافظي واحد. تقع فليفولند في وسط البلاد في موقع ما كان يُعرف ببحر زويدرزِي سابقًا، والذي تحوّل إلى بحيرة آيسل مير العذبة بعد إغلاق سد آفشلويتدايك عام 1932. معظم الأراضي التابعة لفليفولند استصلحت في خمسينيات وستينيات القرن العشرين، وذلك ضمن مشروع فصل بحيرتي ماركرمير والبحيرات المجاورة عن بحيرة آيسل مير. تُعد فليفولند من حيث الأراضي اليابسة أصغر محافظة في هولندا بمساحة تبلغ نحو 1410 كيلومترات مربعة، لكنها ليست الأصغر من حيث المساحة الإجمالية التي تشمل مساحات من المياه العذبة للبحيرات المذكورة.
بلغ عدد سكان المحافظة نحو 445,000 نسمة حتى يناير 2023، وتتألف من ست بلديات. عاصمتها هي مدينة ليليستاد، وأكبر مدنها من حيث السكان هي ألميري، التي تُعتبر جزءًا من منطقة الراندستاد وقد نمت لتصبح المدينة السابعة من حيث الحجم في البلاد. تحد فليفولند من الشمال المحاذي مقاطعة فريزلاند، ومن الشمال الشرقي مقاطعة أوفرايسل، ومن الشمال الغربي البحيرتين ماركرمير وآيسل مير. أما من الجنوب الشرقي فتحدها محافظة جيلدرلاند، ومن الجنوب الغربي محافظتا أوتريخت وشمال هولندا. تُستخدم الأراضي في فليفولند خارج المناطق الحضرية بشكل رئيسي لأغراض الزراعة.

## البلديات
| 1. ألميرا - أقصى غرب الجزيرة الجنوبية 2. درونتن - أقصى شرق الجزيرة الجنوبية 3. ليليستاد - وسط الحافة الشمالية للجزيرة الجنوبية 4. نوردأوست بولدر - معظم شمالي شرق الأرض المستصلحة 5. أورك - المساحة الصغيرة في شمالي شرق الأرض المستصلحة 6. زيفولده - الجزء الجنوبي من الجزيرة الجنوبية | بلديات فليفولاند |